# 鳩の翼
『鳩の翼』（はとのつばさ、The Wings of the Dove）は、ヘンリー・ジェイムズ後期の小説。1902年出版。「国際状況もの」の1つ。
1997年に講談社より日本語訳が出版された。

## あらすじ
中流階級のケイトは叔母のもとで生活しており、貧しい新聞記者マートンと交際していたが、叔母からは結婚を反対されていた。ケイトはアメリカ人富豪のミリーと知り合い、ミリーがマートンに惹かれているのと不治の病に冒されていることから、余命を楽しむためにヨーロッパへ旅立つ。

## 邦訳
- 鳩の翼（青木次生訳、講談社、1974年）、のち講談社文芸文庫 上下

## 映像化
- 1965年にBBCによりテレビドラマとして放送。
- 1997年にイアン・ソフトリーにより映画化（詳しくは「鳩の翼 」 を参照）。
- 2007年東海テレビ放送にて日本を舞台に翻案されてテレビドラマ化（詳しくは「金色の翼」を参照）。